# Château de Cussac
 (août 2019).
Le château de Cussac est un château du XVe siècle, situé au hameau de Cussac à Saint-Grégoire, dans le Tarn, en région Occitanie.

## Historique
Le château de Cussac a été construit au XVe siècle (sûrement en 1432), en surplomb de la vallée du Tarn, à 380 mètres d'altitude. Sa construction coïncide avec la destruction du château de Labastide Vassals, lui aussi situé à Saint-Grégoire. C'est la famille de Gasc qui est à l'origine de cet édifice d'inspiration Renaissance. En 1439, lorsque le Dauphin de France (futur Louis XI), fils du roi Charles VII passa à Albi, le seigneur du château de Cussac lui demande l'autorisation de fortifier sa demeure, ce qui est accordé. Sont donc ajoutés une enceinte fortifié, des fossés, ainsi que des tours défensives.
Le château passe par alliance aux mains de la famille de Lemosi en 1570. On trouve ensuite la famille de Cussac comme détentrice de la bâtisse, jusqu'à ce qu'il échoit à la famille de Berne. Cette dernière la conservera jusqu'après la Révolution, où il sera vendu. Le château de Cussac devient alors une simple ferme, durant de longues années,. Le château a été aujourd'hui transformé en chambres d'hôtes.

## Architecture
Le château de Cussac est flanqué d'une massive tour carrée, ancien donjon de la bâtisse. Il y avait à l'origine une seconde tour, mais qui a disparu au cours des siècles. L'influence de la Renaissance se manifeste par de magnifiques fenêtres à meneaux qui surmontent une ancienne bouche à feu. Avec les remaniement du XVIIe siècle, une porte de plein-cintre flanquée de pilastres doriques est entre autres ajoutée.